# Les Immémoriaux
Les Immémoriaux est un roman de Victor Segalen paru en 1907 sous le pseudonyme de Max-Anély.

## Écriture
Victor Segalen, médecin de la marine française, arrive à Tahiti le 23 janvier 1903 et passe un an et demi en Polynésie (établissements français de l'Océanie). Il commence à rédiger son roman en mars 1903 et le termine en février 1907.

## Réception
« Un très beau livre, au plan littéraire. Mais sur celui de la réalité polynésienne, il est faux de bout en bout, présentant une société parfaitement imaginaire, d'une utopie romantique échevelée. » (Jean Guiart, Ça plaît ou ça plaît pas, III, 2010, 480-481)